# I'm Really Hot
I'm Really Hot je druhým a posledním singlem Missy Elliott z jejího pátého studiového alba This Is Not a Test! Video remix písně obsahuje sampl z Hot Music od britského pop tria Soho.
Ve videoklipu vystupuje zpěvačka Tweet a dětské tanečnice z videoklipů Work It (Missy Elliott) a Gossip Folks, včetně Alyson Stoner.

## Track list
| #  | Title             | Featured Artist | Version        |
| -- | ----------------- | --------------- | -------------- |
| 1. | "I'm Really Hot"  |                 | Amended        |
| 2. | "I'm Really Hot"  |                 | Explicit       |
| 3. | "I'm Really Hot"  |                 | Instrumental   |
| 4. | "Pass That Dutch" | Busta Rhymes    | Remix/Amended  |
| 5. | "Pass That Dutch" | Busta Rhymes    | Remix/Explicit |

## Chart
| Chart                           | Nejvyšší Pozice |
| ------------------------------- | --------------- |
| Billboard Hot 100               | 59              |
| Billboard Hot R&B/Hip-Hop Songs | 26              |
| Billboard Hot Rap Tracks]       | 18              |
| Anglie Singly                   | 22              |
| Nový Zéland Singly              | 25              |
| Čína Singly                     | 73              |
| Švýcarsko Singly                | 73              |